# مقاطعة ميبد
مقاطعة ميبد (بالفارسية: شهرستان میبد) هي مقاطعة في محافظة يزد في إيران. عاصمة المقاطعة هي ميبد. في تعداد عام 2006، بلغ عدد سكان المقاطعة 70728. يوجد في المحافظة ثلاث مدن: ميبد ندوشن وبفروية.